# 長坂光堅
長坂 虎房（ながさか とらふさ）は、戦国時代から安土桃山時代にかけての武将。甲斐国武田氏の家臣で譜代家老衆。小笠原氏の庶流にあたる。
出家名は釣閑斎（ちょうかんさい）。別名に頼広（頼弘）（よりひろ）があるとされる。「釣閑斎光堅」。「釣閑斎」は「長閑斎」ともされるが、「長閑斎」は別人の今福長閑斎を指すことが指摘される。出家したのちは「光堅」の字でこうけんと読ませたとされる。
嫡男に奥近習六人衆に数えられる昌国（源五郎）、次男に今福昌常（今福長閑斎養子）がある。武田晴信の乳兄弟ともいわれる。

## 生涯
永正10年（1513年）に生誕したとされる。6年前（永正4年（1507年））に主家・武田家では武田信直（のち信虎）が新たな当主となり、武田一族の内紛や今川氏や大井氏など近隣の勢力との和睦といったように、甲斐統一を着々と進めていた。
そんな虎房（のち光堅）が史料に登場するのは、当主が信虎から子の晴信(後の信玄)に変わった後、天文年間の信濃侵攻の頃からである。この頃から本格的な活動が見られ、はじめは足軽大将として天文12年（1543年）5月諏訪郡代となった板垣信方を補佐する上原在城衆となり、同郡上原城（長野県茅野市）に入城する。天文17年（1548年）の上田原の戦いにおいて信方が戦死すると後任の諏訪郡司（郡代）となり上原城に派遣され、翌天文18年には諏訪郡支配の新拠点となる高島城（長野県諏訪市）へ入城する。（以上は「高白斎記」に拠る）。
越後上杉氏との北信地域を巡る抗争が顕著になると、天文22年（1553年）には跡部信秋らと牧之島の国衆香坂氏のもとへ派遣されている。また、同年10月5日には光堅の子昌国（源五郎）と武田家臣真田幸綱（幸隆）息女との縁組が行われている（「高白斎記」）。翌天文23年9月6日には遠江国の国衆天野景泰への使者を務めている。弘治3年（1557年）の第三次川中島の戦いにおいては、日向虎頭（大和守）とともに越後国の上杉謙信の侵攻に備えた北信地域の探索を命じられているほか、同年11月6日には三枝虎吉・室住虎光らと奉行人としての活動も見られる（『戦国遺文武田氏編』 - 578号）。永禄2年（1559年）2月に主君・武田晴信が出家すると、これに倣って光堅も出家、「釣閑斎」と称する。永禄5年（1562年）に信玄の4男勝頼が高遠城主となると（「甲陽軍鑑」）、釣閑斎（光堅）はこれを武田家嫡男武田義信へ伝える使者を務めている。元亀元年には春日虎綱(高坂昌信)とともに栗田鶴寿への使者を務めている。
早くから勝頼との関係は深かったようであり、元亀4年（1573年）の信玄没後は、武田信豊、跡部勝資（信秋の子）らとともに後を継いだ勝頼に引き続いて重用されたという。
『甲陽軍鑑』では天正3年（1575年）の長篠の戦いにおいて、信玄以来の家臣である山県昌景、内藤昌豊、馬場信春ら宿老たちが敵の陣城・予想外の大兵力を理由に撤退を進言したものを、釣閑斎（頼広）は攻撃するように進言して武田軍惨敗の原因を作ったという記述がある。
この記述に関して、長篠合戦前日の日付を持つ「長閑斎」宛の勝頼書状が存在し、「長閑斎」は武田領国のいずれかの城を守備していたという。この書状から長坂は長篠には参陣していないことが指摘され1960年には高柳光寿が『長篠之戦』において『甲陽軍鑑』の誤りを示す実例として指摘された。この問題に関して、2009年には平山優が勝頼書状の宛名「長閑斎」が長坂釣閑斎光堅（頼広）ではなく今福長閑斎友清に比定される可能性が提唱されている。因みに長坂光堅は文書上では「釣閑斎」と表記されている。
『軍鑑』では天正6年（1578年）に越後国の上杉謙信死後、勝頼が御館の乱において上杉景勝と甲越同盟を結んで資金援助を受けたが、釣閑斎はその金を一部横領していたという記述がある。春日虎綱は勝頼に釣閑斎を追放するように提言したが、光堅の甘言にまどわされていた勝頼は受け入れなかったという話だが、文書上からは上杉氏との取次は北信・東信の責任者であった小諸城将・武田信豊が務めており、『軍鑑』の記述には確実性が無いことが指摘されている。
天正10年（1582年）3月の織田信長・徳川家康連合軍の武田領侵攻（甲州征伐）に際して、武田勝頼は新府城（韮崎市中田町中條）を放棄して都留郡の小山田信茂を頼るが、信茂の離反により3月11日に山梨郡田野（甲州市大和町）により自害し、滅亡する。
『甲乱記』によれば、釣閑斎は甲府に残留して、子息の昌国とともに信長の嫡子・織田信忠に捕縛され、処刑されている。『甲陽軍鑑』では釣閑斎が処刑されたのは現在の甲府市北新に所在する親族衆・一条信竜の屋敷としている。一方で、『信長公記』では勝頼に従い戦死したとしている。享年70。